# Paracatua rubrolimbata
Paracatua rubrolimbata är en insektsart som beskrevs av Victor Antoine Signoret 1854. Paracatua rubrolimbata ingår i släktet Paracatua och familjen dvärgstritar. Inga underarter finns listade i Catalogue of Life.